# Claude (Grand Theft Auto)
Claude é um personagem fictício da franquia de jogos eletrônicos Grand Theft Auto, da qual é o protagonista jogável de Grand Theft Auto III, de 2001. Ele também fez uma participação especial não-jogável na prequela de 2004, Grand Theft Auto: San Andreas. Um protagonista silencioso, Claude não tem nenhuma linha de diálogo em nenhum dos jogos. Em GTA III, ele é retratado como um pequeno criminoso que reside na fictícia Liberty City (vagamente baseada em Nova Iorque) com sua namorada Catalina, que eventualmente o trai e o deixa para morrer durante um assalto a banco, fugindo com o dinheiro sozinha. Sobrevivendo, Claude embarca em uma jornada por vingança, que rapidamente o leva a se envolver num mundo de crime organizado, drogas, guerra de gangues e corrupção.
O passado e as motivações do personagem nunca foram exploradas na franquia. Seu nome nunca é mencionado em GTA III, embora o nome Claude tenha sido encontrado nos arquivos do jogo. O nome é mencionado pela primeira vez oficialmente apenas em GTA: San Andreas. A Rockstar Games não teve nenhuma inspiração específica ao desenvolver Claude, e preferiu que seu personagem fosse apenas um assassino forte e silencioso genérico. O personagem foi bem recebido pela crítica especializada, com o site IGN dizendo que sua personalidade silenciosa torna ele mais fácil de se identificar.

## Design

Uma das primeiras artes conceituais de Claude, vestindo uma jaqueta com capuz e com a cabeça quase raspada.

A Rockstar confessou que não houve "nenhuma inspiração sequer" para Claude, mas que eles apenas gostaram da ideia de um "assassino forte e silencioso, que seria o oposto de todos esses mafiosos neuróticos e faladores, de uma forma divertida". Eles disseram que ele parecia ser "mais forte e no controle", enquanto os outros pareciam "mais fracos e frenéticos". O nome de Claude nunca é dito em GTA III, embora seu nome possa ser encontrado nos arquivos do jogo. O nome não é mencionado oficialmente até GTA: San Andreas. 
Existe muita especulação entre a comunidade se Claude de GTA III é ou não o mesmo Claude de GTA 2, chamado de "Claude Speed". Isso se deve ao fato de os dois terem o mesmo nome, mesma maneira de se vestir e mesma aparência física. Quando perguntada sobre o assunto, a Rockstar Games simplesmente afirmou que seu sobrenome "pode ou não ser Speed" e que "muito provavelmente" eles são o mesmo personagem.
Claude é um homem branco, de cabelo castanho escuro, seu traje padrão consiste em uma jaqueta de couro preta com uma camiseta preta por baixo, calça cargo verde e um tênis azul com sola branca. Em algumas versões do jogo a troca de trajes é possível, enquanto outras não.
Claude não fala uma única palavra sequer ao longo de suas aparições (sem considerar pequenos grunhidos quando ele é ferido ou morto). Quando questionada sobre este tópico, a Rockstar afirmou que "eles [os desenvolvedores] tinham muitas coisas para se preocupar e isso não parecia ser um grande problema". Em um momento no GTA III, a personagem Maria Latore faz uma ligação telefônica para uma das estações de rádio do jogo, explicando que ela "conheceu um novo homem", mas que "ele não fala muito". Claude continua silencioso durante suas aparições em San Andreas. Apesar dos rumores, a Rockstar em nenhum momento planejou fazer Claude falar.

## Aparições

### Grand Theft Auto: San Andreas
Pouco se sabe sobre o passado de Claude e isso foi intencional por parte da Rockstar Games. A única informação dada por eles em relação ao personagem é de que ele foi um vagabundo (no sentido original da palavra), provavelmente nascido na costa oeste dos Estados Unidos. Assim então, Claude provavelmente nasceu no estado fictício de San Andreas (baseado em Califórnia e Nevada), onde se passam os eventos de GTA: San Andreas. Em 1992, Claude era proprietário de uma garagem abandonada na cidade de San Fierro (baseada em São Francisco) e um dos principais corredores de corridas locais ilegais. 
Claude é visto pela primeira vez no jogo competindo uma corrida contra o protagonista Carl "CJ" Johnson, organizada pelo criminoso cego Wu Zi Mu, que o CJ  acaba vencendo. Tempos depois, Claude conhece Catalina, a ex-amante e parceira criminosa de CJ, e rapidamente começa um relacionamento com ela. Na corrida seguinte, Catalina apresenta brevemente Claude a CJ, em uma tentativa fracassada de deixá-lo com ciúmes. Depois de Claude perder para CJ mais uma vez, Catalina dá a CJ, como recompensa por ganhar a corrida, os documentos da garagem de Claude em San Fierro, mas intencionalmente não o informa sobre seu mau estado. Depois disso, Claude e Catalina partem em uma viagem para Liberty City em buscar de uma vida melhor. Catalina liga para CJ várias vezes ao longo de GTA: San Andreas para provocá-lo sobre seu relacionamento com Claude, com a intenção de deixá-lo com ciúmes, culminando em uma ligação em que os dois podem ser ouvidos fazendo sexo.

### Grand Theft Auto III
Em 2001, durante um assalto a banco em Liberty City, Claude é traído e deixado como morto por sua namorada Catalina. Embora preso, ele consegue escapar durante sua transferência para a prisão quando membros do cartel colombiano emboscam seu transporte para libertar outro prisioneiro. Com ajuda de seu companheiro fugitivo 8-Ball, Claude começa a trabalhar para a família mafiosa Leone. Ele finalmente ganha a confiança de Don Salvatore Leone e acaba conhecendo sua esposa Maria Latore, que se apaixona por Claude. Depois que descobre isso, Salvatore tenta se vingar de Claude com um carro-bomba, mas Maria o avisa a tempo, e os dois se mudam para o distrito de Staunton Island (baseado em Manhattan) para escapar da fúria de Salvatore.
Depois de assassinar Salvatore para cortar seus laços com a máfia, Claude começa a trabalhar para Yakuza, líderada por Asuka Kasen, amiga de Maria, além de outras figuras proeminentes do crime como o detetive corrupto Ray Machowski e o magnata da mídia Donald Love. Durante os trabalhos para Love, Claude mata o irmão de Asuka, Kenji, em um esforço para iniciar uma guerra entre a Yakuza e o Cartel, que permitiria a Love obter bens imóveis, e a Claude reencontrar Catalina, que desde então havia se tornado a líder do cartel. Depois que Catalina consegue, por pouco, escapar de Claude, ele é encarregado pela Asuka de atacar as operações do Cartel como vingança pela morte de Kenji. Catalina retalia matando Asuka e sequestrando Maria, pedindo um preço de 500 mil dólares para libertar a última. Quando Claude entrega o dinheiro do resgate ao Cartel, Catalina tenta matá-lo novamente, mas ele sobrevive à emboscada e mata Catalina. Depois de resgatar Maria, a dupla foge de cena, mas quando ela começa a reclamar do sequestro, Claude dispara um tiro e a voz de Maria é silenciada. O som de um tiro e o silenciamento da voz de Maria levaram à especulação de que Claude poderia tê-la matado. A Rockstar se recusou a confirmar isso.

### Outras aparições
Em um easter egg em Grand Theft Auto IV, pode ser visto um graffiti contendo inúmeras mensagens "RIP" além do nome de Claude, que foi colocado pelos desenvolvedores, o que implica que Claude poderia estar morto, embora a Rockstar posteriormente tenha esclarecido que isso foi apenas uma piada para os fãs de longa data da série. Além disso, a roupa de Claude pode ser desbloqueada no jogo, se o jogador ganhar acesso a uma casa específica. Em Grand Theft Auto Online, os jogadores podem escolher os pais de seu personagem, o que influencia na sua aparência; Claude é um dos pais especiais disponíveis, o que significa que os jogadores podem selecioná-lo de forma que seu personagem tenha um nível de semelhança com ele.

## Recepção
O personagem foi bem recebido pela crítica especializada. O portal IGN, ao incluir Claude na lista "Grand Theft Auto: Favorite Badasses", afirmou que: "geralmente dizem que personagens silenciosos são mais fáceis para o jogador se identificar. Isso certamente é verdade no caso de Claude." Já o site CraveOnline colocou Claude na oitava posição na lista "Top 10 Personagens Mais Memoráveis de GTA", dizendo: "o rosto de um jogo que mudou indiscutivelmente a indústria dos games para sempre".